# Стан (Мирна)
Стан (словен. Stan) је насељено место у општини Мирна, регија Југоисточна Словенија, Словенија.

## Историја
До територијалне реорганизације у Словенији био је у саставу старе општине Требње.

## Становништво
У попису становништва из 2011. године, Стан је имао 98 становника.
| Број становника према пописима | Број становника према пописима | Број становника према пописима |
| ------------------------------ | ------------------------------ | ------------------------------ |
| 1991                           | 2002                           | 2011                           |
| 72                             | 84                             | 98                             |

Напомена: Године 2012. и 2017. извршене су мање размене територија између насеља Дебенец и Стан.